# .hack//GnU
『.hack//GnU』（ドットハックグニュー）は、角川書店から発売されている雑誌「.hack//G.U.: The World」（コンプティーク増刊）の、Vol.01からVol.06にかけて連載された漫画作品である。種子島貴による原作を河南あすかにより漫画化された。

## ストーリー
ギルド「月の樹」に参加した初心者プレイヤー・レイドと仲間達のやりとりがコミカルに描かれているハートフルストーリー。

## 各話タイトル
各話タイトルは、1. 月の樹、2. 冒険、3. 世界、4. 縁、5. 去来、最終話. おしまい、となっているが、コミックスへの収録は未定。

## キャラクター
レイド
声 - 江口拓也（.hack//Link）
この話の主人公・新入りの少年PC。他PCに絡まれ戦闘になり気がつくとアンフィニとふるふるのいる宿屋でベッドに横たわっていた。
アンフィニ
性格が天然のツインテール女性PC。主にふるふるを連れだって行動している。
ふるふる
無口でぬけめない性格の猫耳PC。主にアンフィニと行動を伴にしている。
ヴィルベル
女性PC。通り名は「殺意なきＰＫ」。弟はオスト。
オスト
男性PC。通り名は「穴あき胃袋」。姉はヴィルベル。
ケイト
獣人族の女性PC。元の所属ギルドは「ケストレル」。天山とは因縁浅からぬ顔見知り。
天山
黒髪ロングで眼鏡をかけた丈の短いスカートの女性PC。職業は斬刀士。
神雷
オールバックヘアの黒髪男性PC。職業は重槍士。
扇風
眼鏡で短髪の少年PC。職業は妖扇士。
ハセヲ
通り名は「死の恐怖」。所属ギルドは「黄昏の旅団」だったが「カナード」に入隊。